# Румянцева, Вера Константиновна
Вера Константиновна Румянцева (15 ноября 1998, Москва) — российская биатлонистка, чемпионка и призёр чемпионата России. Мастер спорта России.

## Биография
На внутренних соревнованиях представляет Москву (СШОР № 43), с 2019 года также Ямало-Ненецкий автономный округ. Тренер — Румянцев Константин Николаевич.
Становилась призёром первенств России среди старших девушек и юниорок (2016 — бронза в персьюте и серебро в командной гонке; 2018 — бронза в эстафете и смешанной эстафете). Также в летнем биатлоне в 2017 году была бронзовым призёром юниорского первенства в спринте (кросс). Чемпионка России среди юниоров в масс-старте (2020). Становилась победительницей этапов юниорского Кубка России.
Участница чемпионата мира среди юниоров 2016 года в Кейле-Грэдиштей, где заняла 22-е место в индивидуальной гонке и 64-е — в спринте.
В 2019 году стала бронзовым призёром взрослого чемпионата России в одиночной смешанной эстафете в составе сборной Москвы. Чемпионка России 2020 года по летнему биатлону в суперспринте.